# Nowosiółki (sielsowiet Krzywoszyn)
Nowosiółki (biał. Навасёлкі, Nawasiołki; ros. Новосёлки, Nowosiołki) – wieś na Białorusi, w obwodzie brzeskim, w rejonie lachowickim, w sielsowiecie Krzywoszyn.

## Warunki naturalne
Nowosiółki leżą wśród lasów i terenów podmokłych. W pobliżu położone są Rezerwat przyrody Puszcza Święcicka oraz Rezerwat Hydrologiczny Podwieliki Moch.

## Historia
W XIX i w początkach XX w. położone były w Rosji, w guberni mińskiej, w powiecie pińskim, w gminie Chotynicze.
W dwudziestoleciu międzywojennym leżały w Polsce, w województwie poleskim, w powiecie łuninieckim, w gminie Chotynicze. W 1921 miejscowość liczyła 393 mieszkańców, zamieszkałych w 60 budynkach, w tym 204 Białorusinów i 189 Polaków. 392 mieszkańców było wyznania prawosławnego i 1 rzymskokatolickiego.
Po II wojnie światowej w granicach Związku Sowieckiego. Od 1991 w niepodległej Białorusi.